# Frenchtown (Montana)
Pour les articles homonymes, voir Frenchtown.
Frenchtown est une census-designated place du Montana, dans le comté de Missoula aux États-Unis.